# Niezawodność systemu elektroenergetycznego
Niezawodność systemu elektroenergetycznego (ang. reliability of an electric power system) – jest to poziom funkcjonowania elementów systemu, który skutkuje dostarczaniem do odbiorców (klientów) energii elektrycznej w odpowiedniej (wymaganej) ilości i o parametrach spełniających określone standardy oraz normy. Tak zdefiniowana niezawodność dostaw energii elektrycznej obejmuje dwa aspekty funkcjonalne: wystarczalność i bezpieczeństwo pracy systemu elektroenergetycznego.
Badając niezawodność SEE analizuje się oddzielnie niezawodność podsystemów, które wchodzą w skład SEE. Są to podsystem wytwórczy, podsystem przesyłowy oraz podsystem dystrybucyjny. Otrzymujemy więc mamy niezawodność realizacji pojedynczej funkcji: wytwarzania, przesyłu, dystrybucji. Ponadto w SEE wyróżnić można trzy poziomy hierarchiczne:
- HL I – obejmujący urządzenia i obiekty wytwarzające energię elektryczną,
- HL II – obejmujący łącznie obiekty i urządzenia do wytwarzania i przesyłu energii,
- HL III – obejmujący cały system, łącznie z dystrybucją.